# Спречер, Джеффри
Джеффри Спречер (англ. Jeffrey Craig Sprecher) (род. 23 февраля, 1955) — американский бизнесмен, основатель, председатель и главный исполнительный директор Intercontinental Exchange, председатель Нью-Йоркской фондовой биржи.
Получил степень бакалавра в области химической технологии в Висконсинском университете в Мадисоне в 1978 и степень MBA в Университете Пеппердайна (Калифорния) в 1984.
В 1996 г. Спречер стал владельцем Continental Power Exchange в Атланте, на базе которой в 2000 г. он основал Межконтинентальную биржу (Intercontinental Exchange).
Под руководством Спречера Intercontinental Exchange включила в себя ряд крупных бирж, в том числе Международную нефтяную биржу (International Petroleum Exchange, IPE) в 2001, NYBOT в 2006, NYSE Euronext в 2013, Чикагскую фондовую биржу в 2018.